# Slaget vid Actium
Slaget vid Actium var ett sjöslag som ägde rum den 2 september 31 f.Kr. utanför Actium (grekiska: Aktion, idag Punta) på Greklands västkust. Octavianus (sedermera kejsar Augustus) besegrade sin rival Antonius (vilken fick stöd av Kleopatras flotta) och kunde därmed etablera sig som ensam härskare över det romerska riket.